# 赫拉克勒斯和卡库斯

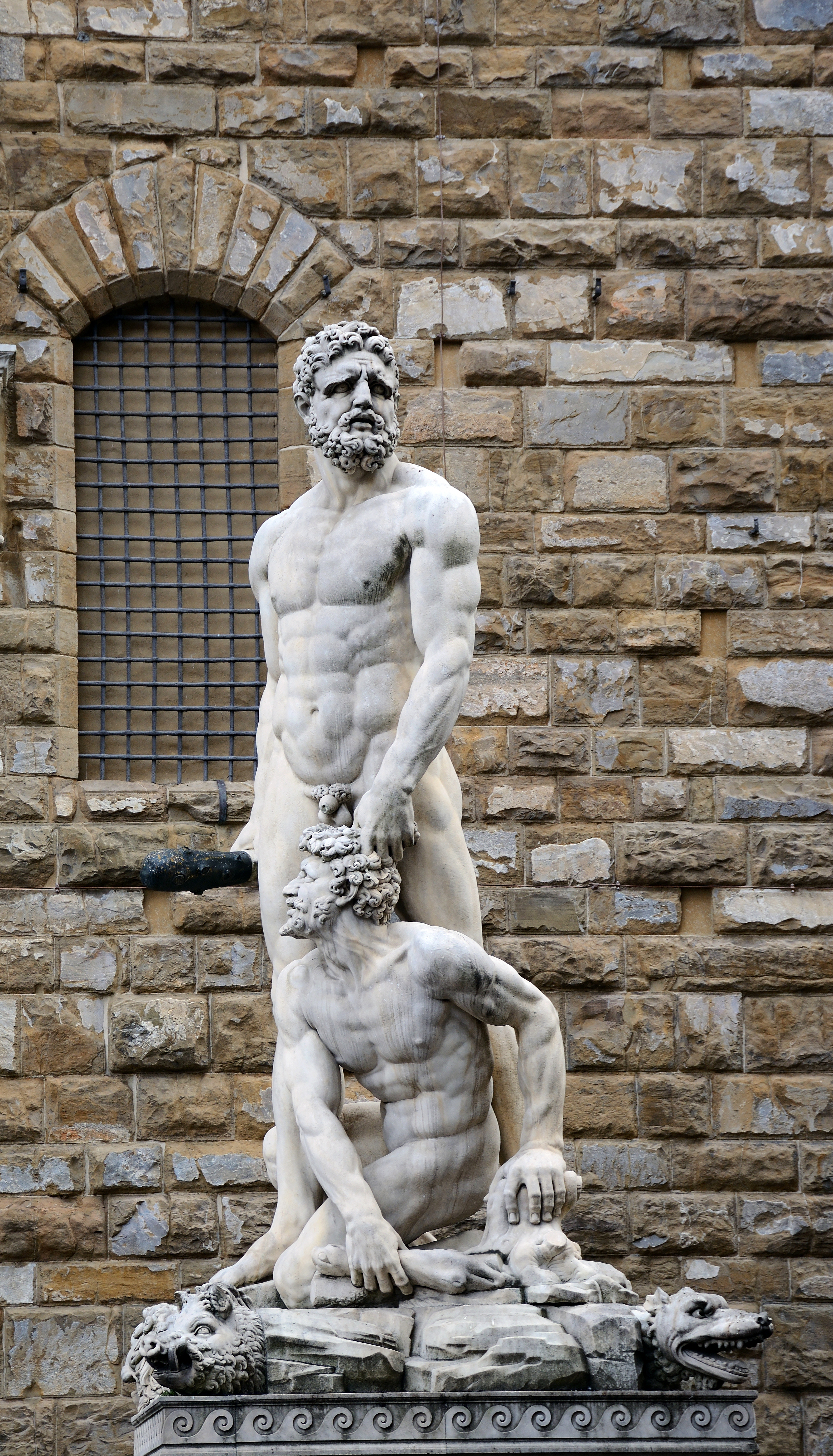

《赫拉克勒斯和卡库斯》是意大利文艺复兴时期佛罗伦萨雕塑家巴乔班迪内利的一组大理石雕塑，创作于1525-1534 年，位于意大利佛罗伦萨领主广场旧宫入口右侧。
1494年美第奇家族被驱逐后，1508年，佛罗伦萨共和国终身执政官皮耶罗·索德里尼向米开朗基罗订制一座巨像（高5.05米），以纪念对美第奇家族的胜利，作为共和国象征的大卫的补充。但米开朗基罗很快又忙于其他项目，因此未能实现。1512年，美第奇重新掌权 。
在1523年或之前，教宗克莱孟七世（朱利奥·德·美第奇）拨款，班迪内利向他展示了蜡像后，得到了合同。1525年，开采出来的卡拉拉白色大理石抵达佛罗伦萨。瓦萨里表示，1527年，当教宗在罗马被解职期间被俘，美第奇一家再次被流放出佛罗伦萨时，班迪内利已经将雕塑雕刻到了赫拉克勒斯的腹部。
与此同时，在佛罗伦萨，美第奇家族的敌人趁乱将伊波利托·德·美第奇驱逐出城，并将大理石归还米开朗基罗。1530 年，皇帝查理五世协助美第奇家族重新夺回佛罗伦萨。教宗任命他的私生子亚历山德罗·德·美第奇 为佛罗伦萨公爵。于是班迪内利又返回继续完成雕像。终于在 1534 年完成了雕像，从工作室运到领主广场。